# Line for Lyons (album)
| Recensione | Giudizio |
| ---------- | -------- |
| AllMusic   |          |

Line for Lyons è un album Live a nome Stan Getz & Chet Baker, pubblicato dall'etichetta discografica Sonet Records nel 1983.

## Tracce

### LP
Lato A
1. Just Friends – 8:20 (testo: Sam M. Lewis – musica: John Klenner)
2. Stella by Starlight – 5:25 (testo: Victor Young – musica: Ned Washington)
3. Airegin – 8:30 (musica: Sonny Rollins)

Lato B
1. My Funny Valentine – 8:00 (testo: Lorenz Hart – musica: Richard Rodgers)
2. Milestones – 9:30 (musica: Miles Davis)
3. Dear Old Stockholm – 5:05 (Tradizionale; arrangiamento di Stan Getz)
4. Line for Lyons – 1:50 (musica: Gerry Mulligan)

## Musicisti
- Stan Getz – sassofono tenore
- Chet Baker – tromba, voce
- Jim McNeely – pianoforte
- George Mraz – contrabbasso
- Victor Lewis – batteria

Note aggiuntive
- Rune Öfwerman – produttore
- Registrazione effettuata dal vivo al Södra Teatern di Stoccolma (Svezia) il 18 febbraio 1983
- Per Owe Almeflo – ingegnere delle registrazioni
- André Clergeat – foto copertina frontale album originale
- Leif Collin – foto retrocopertina album originale
- Dan Ahlquist – layout copertina
- Mike Hennessey – note retrocopertina album originale[2]